# 아빠 안녕 (1968년 영화)
"아빠 안녕"은 1968년 공개된 대한민국의 영화이다.

## 배역
- 김진규
- 김혜정
- 윤정희
- 도금봉
- 최남현
- 한은진
- 최명수
- 성소민
- 안인숙
- 최삼
- 이승현